# 汪福清
汪福清（1913年12月—2007年12月11日），男，浙江慈溪人，中华人民共和国工程师、政治人物，1937年畢業於清華大學機械工程系，1938年到成都中央航空機械學校高級班深造，1942年赴美國麻省理工學院進修，並獲博士學位。曾任貴州大定空軍航空發動機製造廠副廠長，贵阳矿山机器厂总工程师、副厂长，贵州省政协副主席，第三届全国人大代表。